# Halbkörper
In der Algebra, speziell der Ringtheorie, bezeichnet ein Halbkörper die Spezialisierung eines Halbringes, in der die Multiplikation nicht nur eine Halbgruppe, sondern eine Gruppe bildet. Hat die Addition ein ausgewiesenes 0-Element, wird nur gefordert, dass sich die multiplikative Gruppe über die von der 0 verschiedenen Elemente erstreckt.

## Beispiele
Die Menge der positiven Brüche {\displaystyle \mathbb {Q} _{+}} zusammen mit der üblichen Addition und Multiplikation bildet einen Halbkörper:
- Addition und Multiplikation sind beide assoziativ, so dass die positiven Brüche unter Addition und Multiplikation jeweils zumindest eine Halbgruppe bilden.
- Addition und Multiplikation sind distributiv, so dass die positiven Brüche unter Addition und Multiplikation einen Halbring bilden.
- Die positiven Brüche bilden eine Gruppe unter der Multiplikation, da die 1 (= 1/1) positiv ist und der Kehrwert jedes positiven Bruchs wieder ein positiver Bruch ist.
- Ohne Null und ohne negative Brüche fehlen {\displaystyle \mathbb {Q} _{+}} das neutrale Element und die inversen Elemente bezüglich der Addition, so dass die positiven Brüche unter der Addition keine Gruppe bilden.

Durch Hinzufügen der null und der negativen rationalen Zahlen lassen sich die positiven Brüche zu einem Körper erweitern.
Ein weiteres Beispiel für einen Halbkörper sind die ganzen Zahlen mit der Minimum-Operation (oder Maximum-Operation) als Addition, und der Addition ganzer Zahlen als Multiplikation. Denn die Distributivität ist via {\displaystyle \min(a,b)+c=\min(a+c,b+c)} und {\displaystyle c+\min(a,b)=\min(c+a,c+b)} erfüllt.

## Verwandte Strukturen
Analog zu den ringartigen Strukturen Ring, Fastring, Halbring, gibt es die entsprechenden körperartigen Strukturen Schiefkörper, Fastkörper und Halbkörper. In ihnen muss nur jeweils die Multiplikation eine Gruppe (statt nur einer Halbgruppe) auf den von 0 verschiedenen Elementen bilden. Für den analogen Übergang Ring nach Körper, wo die Multiplikation auch noch kommutativ gefordert wird, gibt es keine speziellen analogen Begriffe, stattdessen sagt man einfach multiplikativ kommutativer Fastkörper/Halbkörper.